# La 440
El la 440, també anomenat la3, és el so que produeix una vibració a 440 Hz. És el to reconegut internacionalment com l'estàndard musical i, per això, des de 1939 s'utilitza com a referència per afinar manualment instruments com pianos o violins.
El procediment d'afinació per oïda humana de, per exemple, un piano és simple. Una persona experimentada escolta el to i, per comparació, el situa en el la corresponent de l'instrument (el la per sobre del do central [do3]). I, a partir d'aquesta, afina la resta. La diferència de freqüències que un afinador pot captar depèn de múltiples factors però, normalment, es defineix la mínima freqüència perceptible com el 5% de la raó entre dos tons adjacents.